# Voto dual
En política, el voto dual se refiere al voto que realiza un ciudadano en los procesos electorales de diferente ámbito territorial (nacional, regional o local) en el que el elector se decanta por una opción distinta en función de dicho ámbito. Además, el voto dual puede manifestarse mediante la abstención en un proceso electoral de un determinado ámbito, cuando en otras convocatorias decide participar. En este caso, se habla también de abstencionismo diferencial.

## Causas del voto dual
Una de las principales causas del voto dual es la escasa fidelidad de los electores hacia las opciones políticas, lo que beneficia el cambio de papeleta en función del tipo de elección en la que participa. A esto se le puede sumar que el elector considere que un determinado partido político defienda sus intereses con mayor eficacia en un determinado ámbito y otro partido lo haga en otro ámbito. También se suma que los electores pretendan establecer un equilibrio entre las instituciones de dos niveles administrativos (nacional y regional), de tal forma que evite que un solo partido ejerza el monopolio del poder y dejen fuera los intereses de los ciudadanos.
Además, un tercer motivo para ejerce este voto dual es la importancia que adquieren las ideologías nacionalistas o regionalistas en las entidades subnacionales (Estado, land, Comunidad Autónoma, etc.). De esta forma, el elector selecciona la opción política del ámbito de su territorio más cercana a su ideología.

## Abstencionismo diferencial
Complementario al voto dual, existe el fenómeno del abstencionismo diferencial, que también se da en los Estados con una estructura descentralizada. Una de sus causas principales es la consideración de los ciudadanos de las consultas de ámbito subnacional como de menor importancia que las elecciones realizadas para los cargos nacionales. El elector suele valorar las elecciones regionales o de otros ámbitos distintos del nacional (como puede ser el caso de las elecciones europeas) como poco relevantes, lo que favorece unos niveles de abstención notablemente altos con respecto a unas elecciones nacionales.